# Iphiaulax spilonotus
Iphiaulax spilonotus är en stekelart som beskrevs av Cameron 1905. Iphiaulax spilonotus ingår i släktet Iphiaulax och familjen bracksteklar. Inga underarter finns listade i Catalogue of Life.